# Arvydas Eitutavičius
Arvydas Eitutavičius est un joueur professionnel de basket-ball lituanien, né le 18 septembre 1982 à Klaipėda.
Il remporte le titre de champion de France de Pro A en 2010 avec le club de Cholet Basket et après une saison jouée avec l'Iraklis Thessalonique, il signe avec le club tchèque du BK Prostějov.

## Carrière universitaire et amateur
- 2000-2001 :  KK Šilutė (LKL)
- 2001-2002 :  Norfolk Collegiate High School
- 2002-2003 :  Laurinburg Institute
- 2003-2007 :  American University (Patriot League)

## Carrière professionnelle
- 2007-0000 :  Tijola (LEB Bronze - 4e division espagnole)
- 2007-2008 :  BC Real (Liga EBA - 5e division espagnole)
- 2008-2009 :  Klaipėdos Neptūnas (LKL)
- 2009-2010 :  Cholet Basket (Pro A)
- 2010-2011 :  Iraklis Thessalonique (ESAKE)
- 2012- :  BK Prostějov (Mattoni NBL)

## Palmarès
- Champion de France avec Cholet Basket en 2010